# Moře lásky
Moře lásky (v anglickém originále Sea of Love) je americký kriminální film z roku 1989. Režisérem filmu je Harold Becker. Hlavní role ve filmu ztvárnili Al Pacino, Ellen Barkin, John Goodman, Michael Rooker a William Hickey.

## Ocenění
Al Pacino byl za svou roli ve filmu nominován na Zlatý glóbus.

## Obsazení
| Al Pacino         | Frank Keller     |
| Ellen Barkin      | Helen Cruger     |
| John Goodman      | Sherman Touhey   |
| Michael Rooker    | Terry Cruger     |
| William Hickey    | Frank Keller st. |
| Richard Jenkins   | Gruber           |
| John Spencer      | šéf              |
| Michael O’Neill   | Raymond Brown    |
| Samuel L. Jackson |                  |